# Mark de Jonge
Mark de Jonge, född den 15 februari 1984 i Calgary, Alberta, är en kanadensisk kanotist.
Han tog OS-brons i K1 200 meter i samband med de olympiska kanottävlingarna 2012 i London.